# Попов, Александр Иосифович (режиссёр)
Александр Иосифович Попов (23 февраля 1944, Соловецкие острова, Архангельская область — 31 января 2011, Тула) — советский и российский театральный деятель, художественный руководитель Тульского академического театра драмы (1991—2011), народный артист России (1999).

## Биография
Родился 23 февраля 1944 года в Архангельской области на Соловках в театральной семье. Отец — Иосиф Степанович Попов работал главным режиссёром в драмтеатрах.
В 1961 году поступил в Белорусский государственный театрально-художественный институт на факультет драматического искусства, а затем учился в Ленинградском государственном институте театра, музыки и кинематографии (ЛГИТМиК) в классе народного артиста СССР, профессора Г. А. Товстоногова. В 1970 году Александр Попов прервал обучение на время службы в армии, после чего вновь вернулся в институт, для защиты диплом. После выпуска он был приглашён на должность главного режиссёра в Красноярский театр юного зрителя.
На сцене Тульского театра драмы он дебютировал в 1978 году со спектаклем «Власть тьмы», а спустя год был удостоен звания «Заслуженный деятель искусств РСФСР». В последующие годы он работал главным режиссёром в Вологодском театре драмы, Свердловском академическом театре, режиссёром-постановщиком в театрах Куйбышева и Минска.
В 1989 году Попов занял должность художественного руководителя Тульского театра драмы. Его первой постановкой стала драма «Дурацкая жизнь», за которой последовала пьеса «Ромео и Джульетта» и трагикомедия «Гарольд и Мод», на главную роль в которую Попов пригласил актрису Софью Сотничевскую, не выступавшую на тульской сцене тринадцать лет. За последующие двадцать лет Александр Попов поставил на сцене Тульского театра драмы более пятидесяти спектаклей, среди которых «Королевские игры», «Пигмалион», «Два гусара», «Лес», «Волки и овцы», «Между чашей и губами», «Женитьба», «Уступи место завтрашнему дню», «Цветок кактуса» и многие другие. За это время он восемь раз становился лауреатом губернаторской премии «Триумф». С 1995 по 2007 год на базе Тульского театра драмы был функционировал филиал Ярославского театрального института под руководством Александра Попова.
В 1999 году Попову было присвоено звание «Народный артист Российской Федерации», а в 2004 году он был награждён почётным знаком «За заслуги перед городом» I степени.
С 1965 году был в браке с актрисой Ириной Федотовой, ставшей матерью его дочери Марии.
Скончался 31 января 2011 года в Туле после продолжительной болезни в возрасте 66 лет.